# Nijikon
Nijikon (二次コン) ou  nijigen konpurekkusu (二次元コンプレックス), em português "complexo 2D", é a percepção afetiva e sexual de que personagens bidimensionais de animes, mangás e light novels são mais atraentes visualmente, fisicamente ou emocionalmente do que as pessoas do mundo real. O termo nijikon surgiu no início dos anos 1980 no Japão; Pode ser considerada, até certo ponto, como uma orientação sexual genuína em que a pessoa perde o interesse por pessoas da vida real, mas desenvolve sentimentos amorosos e de apego sentimental a personagens bidimensionais. Geralmente, a percepção nijikon é associada ao comportamento e às características físicas e faciais exageradas do estilo artístico de anime/manga, que seriam percebidas como características humanas "ideais".
O complexo 2D também é descrito por estudiosos como "sexualidade otaku". O psiquiatra Tamaki Saitō argumenta que para pessoas otaku, "a própria ficção pode ser um objeto sexual", com a atratividade se manifestando por uma "afinidade por contextos ficcionais".
Algumas pesquisas sobre o tema incluem lolicon, uma percepção atrativa mais controversa, como uma derivação de nijikon.